# یوژف چرماک
یوژف چرماک (مجاری: József Csermák؛ ۱۴ فوریه ۱۹۳۲ – ۱۴ ژانویه ۲۰۰۱) پرتاب‌گر چکش اهل مجارستان بود.
وی در مسابقات کشوری و بین‌المللی در مجموع برندهٔ ۱ مدال طلا، ۱ مدال برنز شده‌است.